# هسلینگفیلد
هسلینگفیلد (به انگلیسی: Haslingfield) یک روستا و محله مدنی در بریتانیا است که در کمبریج‌شر جنوبی واقع شده‌است. هسلینگفیلد ۱٬۵۰۷ نفر جمعیت دارد.